# Rolf Backofen
Rolf Backofen (* 2. Juni 1963) ist ein deutscher  Bioinformatiker und seit 2005 Professor an der Albert-Ludwigs-Universität Freiburg.

## Biographie
Backofen erhielt 1989 ein Diplom in Informatik von der Friedrich-Alexander-Universität Erlangen-Nürnberg. Er promovierte 1994 an der Universität des Saarlandes. Sein Doktorvater war Gert Smolka. Im Jahr 2000 habilitierte er in Informatik an der Ludwig-Maximilians-Universität München. Von 2001 bis 2005 hatte er den Lehrstuhl für Bioinformatik an der Friedrich-Schiller-Universität Jena inne. 2005 wechselte er an die Albert-Ludwigs-Universität Freiburg, wo er den Lehrstuhl für Bioinformatik am Institut für Informatik innehat.
Er beschäftigt sich schwerpunktmäßig mit Gitter-Protein-Faltung und RNA-Bioinformatik. Rolf Backofen ist Co-Autor von mehr als 100 Publikationen und Co-Autor des Buches "Computational Molecular Biology: An Introduction" (Wiley & Sons, Mathematical and Computational Biology Series, 2000). (ISBN 0-471-87252-0)